# SM U-3 (1909)
SM U-3 – niemiecki okręt podwodny  typu U-3 z okresu I wojny światowej. Przez większość służby wykorzystywany jako jednostka szkolna.

## Historia
Zamówienie na okręt zostało złożone w stoczni Kaiserliche Werft Danzig w Gdańsku 13 sierpnia 1907 roku. Wodowanie okrętu nastąpiło 27 marca 1909 roku, wejście do służby 29 maja 1909 roku. Podczas I wojny światowej nie był wykorzystywany bojowo, pełnił w tym czasie funkcję jednostki szkolnej. Po zakończeniu wojny miał być złomowany w Preston. Zatonął podczas holowania do stoczni złomowej.